# 浅木村 (岐阜県)
浅木村（あさぎむら）は、かつて岐阜県本巣郡に存在した村である。
現在の本巣市浅木に該当する。
当村発足時は大野郡の村であったが、大野郡の分割により本巣郡の村となっている。

## 歴史
- 1889年（明治22年）7月1日 - 町村制により浅木村が発足。
- 1897年（明治30年）4月1日[2] - 大野郡が揖斐郡と本巣郡に分割。当村は本巣郡の所属となる。
- 1897年（明治30年）4月1日 - 海老村・下福島村・政田村・温井村と合併し弾正村発足。同日浅木村廃止。